# Disastro aereo di Merion
Il disastro aereo di Merion avvenne nel sud-est della Pennsylvania il 4 aprile 1991, quando un Piper Aerostar turboelica entrò in collisione a mezz'aria con un elicottero Bell 412 sopra la Merion Elementary School a Lower Merion Township, un sobborgo a nord-ovest di Filadelfia. Tutte e cinque le persone a bordo di entrambi gli aerei rimasero uccise, compreso il senatore degli Stati Uniti John Heinz, l'unico passeggero del Piper. Due scolare a terra morirono a causa della caduta di detriti. Oltre alle sette vittime totali, altre cinque persone a terra rimasero ferite.
Un'indagine stabilì che la causa dell'incidente è da ricercarsi nella scarsa capacità di giudizio e nell'errore dei piloti degli equipaggi di entrambi gli aerei.

## Sfondo
L'aereo di John Heinz partì dall'Aeroporto Regionale di Williamsport (IPT) nella Pennsylvania centrale la mattina del 4 aprile 1991, verso le 10:22 EST. Heinz era a Williamsport per una conferenza stampa relativa al finanziamento federale della US Route 15. Heinz noleggiò il Piper dalla Lycoming Air, con base all'aeroporto di Williamsport. Heinz e i suoi due piloti, entrambi della contea di Lycoming, partirono per l'Aeroporto Internazionale di Filadelfia (PHL) poco prima delle 10:30.

## Lo schianto
Mentre l'aereo di Heinz si avvicinava all'aeroporto internazionale di Filadelfia intorno alle 12:01, i piloti notarono che l'indicatore "bloccato" del carrello di atterraggio anteriore non era illuminato, così cercarono di risolvere il problema e allertarono il controllo del traffico aereo. Circa tre minuti dopo, l'aereo eseguì un passaggio basso vicino alla torre; il controllore riferì all'equipaggio che il carrello anteriore sembrava esteso.
L'equipaggio di un Bell 412 di passaggio, gestito dalla Sun Company Inc. e diretto al quartier generale della compagnia a Radnor, si offrì di dare un'occhiata più da vicino per vedere se il carrello era effettivamente abbassato e bloccato. Si spostarono vicino all'Aerostar per osservarlo meglio, e l'ultima trasmissione da parte dell'equipaggio dell'elicottero fu di avvisare i piloti dell'aereo che "tutto sembra a posto da qui".
Alle 12:10, i due aerei si scontrarono sopra la Merion Elementary nella Lower Merion, con le pale del rotore dell'elicottero che tagliarono l'Aerostar da sotto. L'elicottero perse il controllo e l'aereo precipitò al suolo, disintegrandosi nell'impatto nel cortile della scuola elementare. Morirono tutte e cinque le persone a bordo di entrambi gli aerei, compreso Heinz. Due alunne rimasero uccise e altre cinque ferite dai detriti, caduti in un raggio di 230 m intorno alla scuola e all'area circostante.

## L'indagine

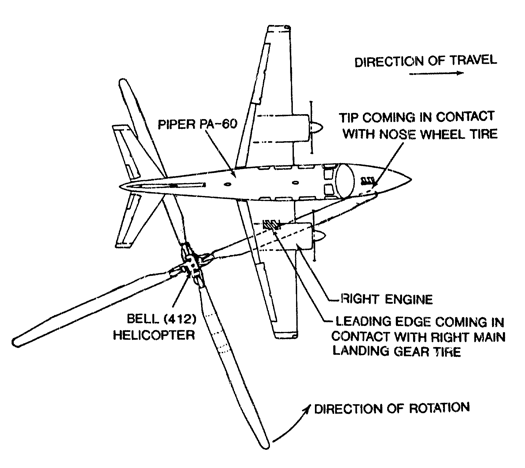
Un disegno dal rapporto NTSB del 17 settembre 1991

Quasi immediatamente è stata aperta un'indagine del National Transportation Safety Board (NTSB). Nel settembre 1991 furono annunciati i risultati dell'NTSB, dove è stato stabilito che fu la scarsa capacità di giudizio di entrambi gli equipaggi a causare l'incidente.
Il rapporto dell'NTSB affermava che i controlli visivi dell'aereo dall'elicottero erano inutili perché è praticamente impossibile vedere nel pozzetto della ruota anteriore di un Piper Aerostar per determinare se il carrello anteriore è bloccato. Inoltre, con il carrello anteriore fisicamente in posizione abbassata, un pilota più esperto probabilmente avrebbe tentato un atterraggio "accettando la possibilità che il carrello anteriore potesse collassare durante l'atterraggio", poiché tale condizione "generalmente non risulta in un incidente grave o in un infortunio a un occupante." Gli investigatori citarono una litania di errori e decisioni sbagliate che portarono a morti e feriti. "Questo è stato un incidente insensato che non doveva accadere", come detto da James L. Kolstad, allora presidente dell'NTSB.
L'incidente provocò un cambiamento nelle procedure in molti aeroporti, poiché gli elicotteri non dovevano essere utilizzati per ispezionare potenziali guasti al carrello d'atterraggio; gli aeromobili dovrebbero effettuare solo un passaggio basso vicino all'aeroporto per la conferma visiva dai servizi a terra.

## Conseguenze

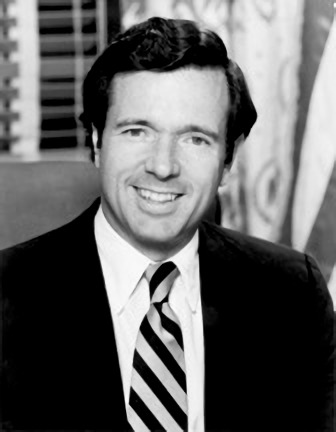
Il senatore americano John Heinz.

La notizia della morte di Heinz arrivò dal suo ufficio di Washington. A metà pomeriggio, i membri del suo staff cominciarono a uscire singhiozzando dal suo ufficio nel Russell Senate Office Building. Pochi minuti dopo, il direttore legislativo del senatore, Richard Bryers, annunciò ai giornalisti la morte di Heinz.
La notizia della morte di Heinz all'età di 52 anni ha scioccato i colleghi parlamentari:
- Il senatore Tim Wirth del Colorado ha dichiarato che lui e sua moglie Wren consideravano Heinz e sua moglie Teresa "i nostri più cari amici al Senato" e hanno reso omaggio alla sua "intensa intelligenza, fascino scintillante e ampia visione".[11]
- Il leader della minoranza al Senato Bob Dole del Kansas ha definito Heinz "un funzionario pubblico dinamico e devoto, un sostenitore instancabile della Pennsylvania e un buono e rispettabile padre di famiglia".[12]
- Il vicepresidente Dan Quayle, a Los Angeles per un discorso, disse che "ci mancherà moltissimo John Heinz. Ha dato un contributo straordinario al Senato degli Stati Uniti".[13]

L'incidente ha ricevuto attenzione a livello internazionale, con segnalazioni apparse in più regioni tra cui Regno Unito, Francia, Germania, Canada e Australia. I voli sopra la Merion Elementary School durante l'orario scolastico sono stati informalmente vietati per un certo periodo di tempo, e i media hanno evitato di far volare notizie o elicotteri del traffico sopra la scuola.
Il funerale di Heinz si tenne a Pittsburgh, e ad una cerimonia commemorativa a Washington parteciparono il presidente George H. W. Bush e il vicepresidente Quayle.
Nel 25º anniversario dell'incidente, nel 2016, la maggior parte dei familiari degli scolari della Merion Elementary School rifiutarono di essere intervistati, anche se uno ha commentato: "Nessuno avrebbe potuto impedire che ciò accadesse. È stato un atto di Dio".